# Barão de São José de Porto Alegre
Barão de São José de Porto Alegre é um título nobiliárquico criado por D. João, Príncipe Regente de D. Maria I de Portugal, por Decreto de 15 de Junho de 1815, em favor de Januário Agostinho de Almeida.
Titulares
1. Januário Agostinho de Almeida, 1.° Barão de São José de Porto Alegre.